# 资深执政官 (拜占庭帝国)
资深执政官（希臘語：ἀνθύπατος）原本是罗马的官职资深执政官，在东部帝国（拜占庭帝国）得以沿用，并逐渐使用其希腊文意译的官名，而非拉丁文原名。9世纪时，其失去了原有的行政职能，转变为一种荣誉头衔，持续使用到11世纪。

## 历史与职能

### 行政官职
资深执政官这一官职源于罗马，希腊文名字ἀνθύπατος是拉丁文Proconsul的意译。在元首制下，所有元老院行省的总督都有资深执政官头衔，不论他们是否确实担任过执政官，而在戴克里先（284-305年在位）改革之后，只有阿非利加行省和亚细亚行省总督仍称资深执政官，400年的《百官志》则提到了三个资深执政官，即阿非利加（Pars Occ. XVIII）、
亚细亚（Pars Or. XX）、亚该亚或希腊（Pars Or. XXI）的总督。 君士坦丁堡330年成为首都后一度也有资深执政官，但359年后改为与罗马相同的城市行政官。
西罗马帝国灭亡之后，亚细亚与阿非利加仍在东部帝国的控制之下，资深执政官也得以保留，直到查士丁尼一世（527-561年在位）于6世纪30年代进行了改革。 他将一部分行省合并，并将部分行省的军政权力再次统一于一人手中，并授予这种总督资深执政官的头衔，或是授予资深执政官级的裁判官头衔。这样的行省包括第一亚美尼亚、卡帕多西亚、达尔马提亚、第一巴勒斯坦。根据同时代的官员与作家贵族彼得的说法，资深执政官与埃及的总督同级，并于与“神圣会议”成员同级。帝国在汪达尔战争（533-534年）后收复了阿非利加，不过没有重新设立其资深执政官，而是任命了“执政官级总督”。
7世纪军区制逐渐建立后，资深执政官也在军区制的背景下有了新的职能：直到9世纪初，小亚细亚还有军区的“省督与资深执政官”，行使一定的行政权力，可能受君士坦丁堡的禁卫军长官管辖。但军区的“将军”逐渐同时掌握了军区的军事与行政权力，到狄奥斐卢斯（829-842年在位）时，“资深执政官”基本已经只是一个荣誉头衔了。

### 荣誉头衔
根据宣信者狄奥法内斯的记载，皇帝狄奥斐卢斯（829-842年在位）授予女婿阿莱克修斯·莫塞莱“贵族与资深执政官”的头衔，让他位居一般的“贵族”之上。这一变化也与旧罗马地方行政系统的废除处于同一时代，地方的文职总督被军区制下的“将军”取代，而有关军队供应与财政的职责则被地位低得多的“首席秘书”取代。
由此，从米海尔三世（842-867年在位）后期开始，“资深执政官”成为了“蓄须者（非宦官）”的一级荣誉头衔，位居“贵族”之上。“资深执政官与贵族”的头衔在10-11世纪授予了多位高级行政、军事官员。11世纪，也出现了衍生的“第一资深执政官（πρωτανθύπατος）”、“两任资深执政官（δισανθύπατος）”，但到12世纪初期，这些头衔都消失了。
根据899年撰写的菲洛狄奥斯《宫宴序次》，资深执政官的象征物是一块有紫色文字的书板。

## 引用
1. 1 2 3 4 5  Guilland 1967，第68頁.
2. ↑  Guilland 1967，第69頁.
3. ↑  Haldon 1997，第202–203頁.
4. ↑  Guilland 1967，第69–71頁.
5. 1 2  Bury 1911，第28–29頁.
6. ↑  Haldon 1997，第204頁.
7. ↑  Kazhdan 1991，第111頁.
8. ↑  Bury 1911，第22頁.